# Gran Premio motociclistico d'Australia 2018
Il Gran Premio motociclistico d'Australia 2018 è stato la diciassettesima prova (sedicesima effettivamente disputata) del motomondiale 2018  e si è disputata il 28 ottobre 2018 presso il circuito di Phillip Island.
Nelle tre gare si sono imposti: Maverick Viñales su Yamaha nella MotoGP, Brad Binder su KTM in Moto2 e Albert Arenas su KTM in Moto3.

## MotoGP
Prima vittoria stagionale per il pilota spagnolo Maverick Viñales e contemporaneamente prima vittoria stagionale per una Yamaha; sul podio anche i due piloti italiani Andrea Iannone e Andrea Dovizioso rispettivamente su Suzuki e Ducati. Definito il titolo iridato della categoria, la lotta per il secondo posto in campionato resta ristretta a Dovizioso, Rossi e Viñales, staccati di 15 punti l'uno dall'altro.

### Arrivati al traguardo
| Pos. | Nº | Pilota            | Squadra                     | Motocicletta       | Giri | Tempo     | Griglia | Punti |
| ---- | -- | ----------------- | --------------------------- | ------------------ | ---- | --------- | ------- | ----- |
| 1º   | 25 | Maverick Viñales  | Movistar Yamaha             | Yamaha YZR-M1      | 27   | 40'51.081 | 2º      | 25    |
| 2º   | 29 | Andrea Iannone    | Suzuki Ecstar               | Suzuki GSX-RR      | 27   | +1,543    | 4º      | 20    |
| 3º   | 4  | Andrea Dovizioso  | Ducati Team                 | Ducati Desmosedici | 27   | +1,832    | 9º      | 16    |
| 4º   | 19 | Álvaro Bautista   | Ducati Team                 | Ducati Desmosedici | 27   | +4,072    | 12º     | 13    |
| 5º   | 42 | Álex Rins         | Suzuki Ecstar               | Suzuki GSX-RR      | 27   | +5,017    | 5º      | 11    |
| 6º   | 46 | Valentino Rossi   | Movistar Yamaha             | Yamaha YZR-M1      | 27   | +5,132    | 7º      | 10    |
| 7º   | 43 | Jack Miller       | Alma Pramac Racing          | Ducati Desmosedici | 27   | +6,756    | 6º      | 9     |
| 8º   | 21 | Franco Morbidelli | EG 0,0 Marc VDS             | Honda RC213V       | 27   | +21,805   | 15º     | 8     |
| 9º   | 41 | Aleix Espargaró   | Aprilia Racing Team Gresini | Aprilia RS-GP      | 27   | +22,904   | 19º     | 7     |
| 10º  | 38 | Bradley Smith     | Red Bull KTM Factory Racing | KTM RC16           | 27   | +22,94    | 16º     | 6     |
| 11º  | 17 | Karel Abraham     | Ángel Nieto Team            | Ducati Desmosedici | 27   | +34,386   | 13º     | 5     |
| 12º  | 9  | Danilo Petrucci   | Alma Pramac Racing          | Ducati Desmosedici | 27   | +35,025   | 8º      | 4     |
| 13º  | 45 | Scott Redding     | Aprilia Racing Team Gresini | Aprilia RS-GP      | 27   | +36,348   | 22º     | 3     |
| 14º  | 30 | Takaaki Nakagami  | LCR Honda Idemitsu          | Honda RC213V       | 27   | +36,389   | 14º     | 2     |
| 15º  | 10 | Xavier Siméon     | Reale Avintia Raing         | Ducati Desmosedici | 27   | +44,214   | 17º     | 1     |
| 16º  | 12 | Thomas Lüthi      | EG 0,0 Marc VDS             | Honda RC213V       | 27   | +48,226   | 20º     |       |
| 17º  | 81 | Jordi Torres      | Reale Avintia Raing         | Ducati Desmosedici | 27   | +1'04.965 | 21º     |       |
| 18º  | 7  | Mike Jones        | Ángel Nieto Team            | Ducati Desmosedici | 27   | +1'19.817 | 23º     |       |

### Ritirati
| Nº | Pilota         | Squadra                     | Motocicletta  | Giri | Griglia |
| -- | -------------- | --------------------------- | ------------- | ---- | ------- |
| 44 | Pol Espargaró  | Red Bull KTM Factory Racing | KTM RC16      | 22   | 11º     |
| 55 | Hafizh Syahrin | Monster Yamaha Tech 3       | Yamaha YZR-M1 | 18   | 10º     |
| 26 | Dani Pedrosa   | Repsol Honda                | Honda RC213V  | 11   | 18º     |
| 93 | Marc Márquez   | Repsol Honda                | Honda RC213V  | 5    | 1º      |
| 5  | Johann Zarco   | Monster Yamaha Tech 3       | Yamaha YZR-M1 | 5    | 3º      |

### Non partito
| Nº | Pilota        | Squadra           | Motocicletta |
| -- | ------------- | ----------------- | ------------ |
| 35 | Cal Crutchlow | LCR Honda Castrol | Honda RC213V |

## Moto2
La vittoria nella classe intermedia è stata del pilota sudafricano Brad Binder al suo secondo successo stagionale, davanti ai due piloti spagnoli Joan Mir e Xavi Vierge. I due contendenti al titolo iridato, Francesco Bagnaia e Miguel Oliveira, si sono piazzati al dodicesimo e all'undicesimo posto rispettivamente, lasciando la classifica pressoché invariata, con il pilota italiano che ha un vantaggio di 36 punti sul portoghese.

### Arrivati al traguardo
| Pos. | Nº | Pilota              | Squadra                    | Motocicletta       | Giri | Tempo     | Griglia | Punti |
| ---- | -- | ------------------- | -------------------------- | ------------------ | ---- | --------- | ------- | ----- |
| 1º   | 41 | Brad Binder         | Red Bull KTM Ajo           | KTM                | 25   | 39'23.427 | 5º      | 25    |
| 2º   | 36 | Joan Mir            | EG 0,0 Marc VDS            | Kalex              | 25   | +0,036    | 14º     | 20    |
| 3º   | 97 | Xavi Vierge         | Dynavolt Intact GP         | Kalex              | 25   | +0,949    | 3º      | 16    |
| 4º   | 40 | Augusto Fernández   | Pons HP40                  | Kalex              | 25   | +0,957    | 13º     | 13    |
| 5º   | 10 | Luca Marini         | SKY Racing Team VR46       | Kalex              | 25   | +1,767    | 7º      | 11    |
| 6º   | 77 | Dominique Aegerter  | Kiefer Racing              | KTM                | 25   | +2,482    | 4º      | 10    |
| 7º   | 73 | Álex Márquez        | EG 0,0 Marc VDS            | Kalex              | 25   | +3,759    | 9º      | 9     |
| 8º   | 2  | Jesko Raffin        | SAG Team                   | Kalex              | 25   | +4,85     | 10º     | 8     |
| 9º   | 23 | Marcel Schrötter    | Dynavolt Intact GP         | Kalex              | 25   | +6,25     | 2º      | 7     |
| 10º  | 20 | Fabio Quartararo    | MB Conveyors - Speed Up    | Speed Up           | 25   | +7,453    | 6º      | 6     |
| 11º  | 44 | Miguel Oliveira     | Red Bull KTM Ajo           | KTM                | 25   | +8,675    | 20º     | 5     |
| 12º  | 42 | Francesco Bagnaia   | SKY Racing Team VR46       | Kalex              | 25   | +9,725    | 16º     | 4     |
| 13º  | 45 | Tetsuta Nagashima   | Idemitsu Honda Team Asia   | Kalex              | 25   | +9,787    | 21º     | 3     |
| 14º  | 22 | Sam Lowes           | Swiss Innovative Investors | KTM                | 25   | +11,209   | 19º     | 2     |
| 15º  | 57 | Edgar Pons          | MB Conveyors - Speed Up    | Speed Up           | 25   | +14,076   | 22º     | 1     |
| 16º  | 89 | Khairul Idham Pawi  | Idemitsu Honda Team Asia   | Kalex              | 25   | +15,35    | 23º     |       |
| 17º  | 4  | Steven Odendaal     | NTS RW Racing GP           | NTS                | 25   | +15,396   | 26º     |       |
| 18º  | 16 | Joe Roberts         | NTS RW Racing GP           | NTS                | 25   | +23,23    | 24º     |       |
| 19º  | 24 | Simone Corsi        | Tasca Racing               | Kalex              | 25   | +33,736   | 25º     |       |
| 20º  | 5  | Andrea Locatelli    | Italtrans Racing           | Kalex              | 25   | +42,324   | 18º     |       |
| 21º  | 67 | Bryan Staring       | Tech 3 Racing              | Tech 3 Mistral 610 | 25   | +52,297   | 27º     |       |
| 22º  | 7  | Lorenzo Baldassarri | Pons HP40                  | Kalex              | 25   | +1'03.888 | 11º     |       |

### Ritirati
| Nº | Pilota           | Squadra                    | Motocicletta | Giri | Griglia |
| -- | ---------------- | -------------------------- | ------------ | ---- | ------- |
| 18 | Xavier Cardelús  | Marinelli Snipers          | Kalex        | 14   | 31º     |
| 87 | Remy Gardner     | Tech 3 Racing              | Tech 3       | 13   | 15º     |
| 9  | Jorge Navarro    | Federal Oil Gresini        | Kalex        | 8    | 12º     |
| 27 | Iker Lecuona     | Swiss Innovative Investors | KTM          | 6    | 8º      |
| 21 | Federico Fuligni | Tasca Racing               | Kalex        | 6    | 29º     |
| 95 | Jules Danilo     | Nashi Argan SAG            | Kalex        | 4    | 28º     |
| 32 | Isaac Viñales    | Forward Racing             | Suter        | 4    | 30º     |
| 54 | Mattia Pasini    | Italtrans Racing           | Kalex        | 1    | 1º      |

## Moto3
Seconda vittoria dell'anno per il pilota spagnolo Albert Arenas che ha preceduto al traguardo i due italiani Fabio Di Giannantonio e Celestino Vietti con quest'ultimo che ottiene il suo primo podio nel motomondiale alla seconda partecipazione assoluta.
La classifica iridata provvisoria è capeggiata dallo spagnolo Jorge Martín davanti agli italiani Marco Bezzecchi (caduto in questa occasione) e Di Giannantonio.

### Arrivati al traguardo
| Pos. | Nº | Pilota                 | Squadra                    | Motocicletta  | Giri | Tempo     | Griglia | Punti |
| ---- | -- | ---------------------- | -------------------------- | ------------- | ---- | --------- | ------- | ----- |
| 1º   | 75 | Albert Arenas          | Ángel Nieto Team           | KTM RC 250 GP | 23   | 37'48.073 | 11º     | 25    |
| 2º   | 21 | Fabio Di Giannantonio  | Del Conca Gresini          | Honda NSF250R | 23   | +0,052    | 17º     | 20    |
| 3º   | 31 | Celestino Vietti       | SKY Racing Team VR46       | KTM RC 250 GP | 23   | +0,059    | 22º     | 16    |
| 4º   | 24 | Tatsuki Suzuki         | SIC58 Squadra Corse        | Honda NSF250R | 23   | +0,081    | 24º     | 13    |
| 5º   | 88 | Jorge Martín           | Del Conca Gresini          | Honda NSF250R | 23   | +0,099    | 1º      | 11    |
| 6º   | 44 | Arón Canet             | Estrella Galicia 0,0       | Honda NSF250R | 23   | +0,154    | 10º     | 10    |
| 7º   | 7  | Adam Norrodin          | Petronas Sprinta Racing    | Honda NSF250R | 23   | +0,188    | 13º     | 9     |
| 8º   | 33 | Enea Bastianini        | Leopard Racing             | Honda NSF250R | 23   | +0,235    | 14º     | 8     |
| 9º   | 84 | Jakub Kornfeil         | Redox PrüstelGP            | KTM RC 250 GP | 23   | +0,328    | 4º      | 7     |
| 10º  | 71 | Ayumu Sasaki           | Petronas Sprinta Racing    | Honda NSF250R | 23   | +0,406    | 3º      | 6     |
| 11º  | 72 | Alonso López           | Estrella Galicia 0,0       | Honda NSF250R | 23   | +0,575    | 16º     | 5     |
| 12º  | 40 | Darryn Binder          | Red Bull KTM Ajo           | KTM RC 250 GP | 23   | +0,889    | 2º      | 4     |
| 13º  | 16 | Andrea Migno           | Ángel Nieto Team           | KTM RC 250 GP | 23   | +0,987    | 27º     | 3     |
| 14º  | 17 | John McPhee            | CIP - Green Power          | KTM RC 250 GP | 23   | +0,989    | 18º     | 2     |
| 15º  | 65 | Philipp Öttl           | Südmetall Schedl GP Racing | KTM RC 250 GP | 23   | +2,148    | 6º      | 1     |
| 16º  | 55 | Yari Montella          | SIC58 Squadra Corse        | Honda NSF250R | 23   | +34,7     | 23º     |       |
| 17º  | 81 | Stefano Nepa           | CIP - Green Power          | KTM RC 250 GP | 23   | +34,969   | 25º     |       |
| 18º  | 41 | Nakarin Atiratphuvapat | Honda Team Asia            | Honda NSF250R | 23   | +39,367   | 26º     |       |
| 19º  | 27 | Kaito Toba             | Honda Team Asia            | Honda NSF250R | 23   | +48,054   | 12º     |       |
| 20º  | 77 | Vicente Pérez          | Reale Avintia Academy 77   | KTM RC 250 GP | 23   | +48,97    | 21º     |       |

### Ritirati
| Nº | Pilota              | Squadra              | Motocicletta  | Giri | Griglia |
| -- | ------------------- | -------------------- | ------------- | ---- | ------- |
| 14 | Tony Arbolino       | Marinelli Snipers    | Honda NSF250R | 21   | 7º      |
| 10 | Dennis Foggia       | SKY Racing Team VR46 | KTM RC 250 GP | 21   | 9º      |
| 42 | Marcos Ramírez      | Bester Capital Dubai | KTM RC 250 GP | 13   | 8º      |
| 5  | Jaume Masiá         | Bester Capital Dubai | KTM RC 250 GP | 13   | 19º     |
| 48 | Lorenzo Dalla Porta | Leopard Racing       | Honda NSF250R | 12   | 20º     |
| 12 | Marco Bezzecchi     | Redox PrüstelGP      | KTM RC 250 GP | 10   | 15º     |
| 19 | Gabriel Rodrigo     | RBA BOE Skull Rider  | KTM RC 250 GP | 10   | 5º      |